# Automobili Lamborghini
Automobili Lamborghini es un videojuego de carreras de 1997 desarrollado y publicado por Titus Software para Nintendo 64. Es el sucesor de Lamborghini American Challenge.
En 1998, se lanzó una versión mejorada subtitulada Super Speed Race 64 (ス ー パ ー ス ピ ー ド レ ー ス 64) solo en Japón. Esta versión fue distribuida por Taito, presentada como sucesora de la serie Speed Race de la compañía de finales de los ‘70 y principios de los ‘80. Las mejoras incluyen un nuevo nivel de dificultad, la capacidad de personalizar libremente los controles, la introducción del clima e imágenes reales de varios modelos de Lamborghini con sus nombres mostrados antes de la pantalla de demostración.

## Jugabilidad
Automobili Lamborghini es un juego de carreras de estilo arcade similar a la serie Ridge Racer o Need for Speed. Hay 4 modos de juego: Arcade, Campeonato, Carrera individual y Pruebas de tiempo. Arcade y Championship consisten en una serie de carreras y es donde se pueden desbloquear los diferentes autos del juego; Single Race es un modo de práctica en condiciones normales de carrera, mientras que Time Trials es una carrera de un jugador contra los mejores tiempos del jugador.
Para desafiar estos modos, el juego presenta ocho vehículos que se parecen a los superdeportivos reales: los dos autos predeterminados, que representan el Lamborghini Diablo y el Lamborghini Countach; y seis autos desbloqueables ganaron al vencer a las seis configuraciones de campeonatos, representando el Porsche 959, el Ferrari F50, el Ferrari Testarossa, el Dodge Viper, el McLaren F1, y el Bugatti EB110.

## Recepción
Las revisiones de Automobili Lamborghini variaron de mixtas a positivas. Los críticos elogiaron abrumadoramente sus gráficos y la alta velocidad de fotogramas incluso en carreras de pantalla dividida para cuatro jugadores. Next Generation lo calificó como «uno de los juegos de carreras más hermosos en lo que es sin duda el género más completo para el sistema» y GameSpot comentó que «Las carreteras y el paisaje están bellamente representados y se desdibujan muy rápido. Es bastante un asalto a tu equilibrio. La ilusión de las fuerzas g es innegable, al igual que la sensación de volar sobre la pista».
Los controles fueron un tema mucho más divisivo. Aunque Next Generation, GameSpot y Electronic Gaming Monthly elogiaron el manejo como realista, ajustado y fácil de aprender, GamePro, Peer Schneider de IGN y Victor Lucas de The Electric Playground sostuvieron que los controles son demasiado delicado y difícil de dominar. Algunos también criticaron la falta de una opción para cambiar la configuración de control y la falta de daños visibles por colisiones.
Los críticos elogiaron mucho el modo multijugador del juego, especialmente la rara habilidad de tener humanos y A.I. oponentes al mismo tiempo. John Ricciardi de Electronic Gaming Monthly dijo que esta característica convirtió a Automobili Lamborghini en su «carrera de N64 favorita hasta el momento». Por el contrario, Lucas criticó el «juego relativamente delgado como el papel», los colores suaves y el oponente de la computadora «intolerablemente estúpido». Dijo que el juego debería haber incluido más autos y pistas, y criticó los efectos de sonido: «Estos son autos deportivos de magnitud. Los zumbidos, gemidos y ronroneos de estos 'móviles en particular' no deben tomarse a la ligera. Sin embargo, hay momentos en los que parece que esta es una carrera de batidoras de mano turboalimentadas». GamePro se quejó de la falta de una marcha atrás, pero encontró innovadora la capacidad de usar tanto el Rumble Pak como el Controller Pak. El crítico concluyó que el juego tenía fallas y carecía de originalidad, y recomendó a los jugadores obtener San Francisco Rush: Extreme Racing. Aunque elogió casi todos los aspectos del juego, Next Generation concluyó que «Realmente necesita una mejor sensación de velocidad y más tensión, o al menos algún elemento único además de su licencia de auto de ensueño para diferenciarlo. AL64 es un alquiler decente, pero incluso con los precios recientemente reducidos de Nintendo, no es una ganga». Sin embargo, la mayoría de los críticos elogiaron la sensación de velocidad del juego. Schneider evaluó que «aunque hay algunas fallas obvias en el juego, esta secuela del éxito europeo Lamborghini American Challenge para Super NES hace un trabajo decente al traer las carreras callejeras a casa».
El juego vendió más de 500 000 unidades.